# East Nassau
East Nassau – wieś w Stanach Zjednoczonych, w stanie Nowy Jork, w hrabstwie Rensselaer.